# Palatul papilor din Avignon
Palatul papilor din Avignon este un monument UNESCO din Franța. Edificiul a fost construit în stil gotic și a servit drept sediu al papilor Romei pe durata Exilului de la Avignon (1309-1377). Ulterior, pe durata Schismei apusene, palatul a fost sediul papilor schismatici, obedienți Franței.